# Chimie du solide
La chimie du solide, aussi connue sous le nom de chimie des matériaux, désigne l'étude de la synthèse, de la structure et des propriétés de la phase solide des matériaux, particulièrement les solides non moléculaires. En conséquence, cette branche de la chimie recoupe en partie la physique du solide, la minéralogie, la cristallographie, les céramiques, la métallurgie, la thermodynamique, la science des materiaux et l'électronique.

## Historique
À cause de son importance économique, la chimie du solide progresse au rythme des avancées technologiques, lesquelles proviennent souvent de l'industrie. Par exemple, pour améliorer les performances en pétrochimie industrielle, de nouveaux catalyseurs contenant du zéolite et du platine furent mis au point dans les années 1950. Également, l'industrie de la micro-électronique mis au point dans les années 1960 différentes techniques pour fabriquer du silicium de haute pureté. 
L'invention de la cristallographie aux rayons X au début des années 1900 par William Lawrence Bragg a permis d'accélérer le rythme d'innovation. Les connaissances à propos des réactions chimiques dans les solides ont beaucoup progressé grâce aux travaux de Carl Wagner, ce dernier ayant mis au point une théorie sur le taux d'oxydation, sur la diffusion des ions et sur la chimie des défauts. Grâce à son travail, il est parfois considéré comme le « père de la chimie du solide ».